# Microctenopoma uelense
Уеленська мікроктенопома (Microctenopoma uelense) — тропічний прісноводний вид риб з родини анабасових (Anabantidae).

## Опис
Максимальна стандартна (без хвостового плавця) довжина самця 6,0 см, самки 5,3 см. Тіло подовжене, з невеликою головою й видовженим рилом. У спинному плавці 14-17 твердих і 8-11 м'яких променів, в анальному 6-9 твердих і 8-12 м'яких. Хребців 26-28.
Загальний фон забарвлення коричневий із золотавими плямами. Поперечні темні смуги на тілі нечіткі й частково або повністю приховані цяткуванням. Плавці мають блакитну облямівку.
Самці трохи більші за самок, яскравіше забарвлені, мають більші спинний та анальний плавці.

## Поширення
Microctenopoma uelense поширена в Центральній Африці, в північно-східній частині басейну річки Конго. Зустрічається у верхній течії річки Уеле, у верхній та середній частинах басейнів річок Ітімбірі (фр. Itimbiri) та Арувімі — це північний схід Демократичної Республіки Конго. Також є повідомлення про присутність виду в річці Єй (англ. Yei), притока Білого Нілу в Південному Судані.
M. uelense та M. nanum є парапатричними видами, уеленська мікроктенопома змінює свою близьку родичку в районах, де дощові ліси поступаються місцем саванам.
Інформація про чисельність популяцій виду та загрози їхньому існуванню відсутня.

## Спосіб життя
Уеленська мікроктенопома — бентопелагічний вид, зустрічається в невеличких річках з повільною течією, в заводях, на болотах. На дні тут багато органіки. Харчується водними комахами, їхніми личинками та ракоподібними.
Нерест парний. Самець будує невеличке гніздо з піни під листком рослини або серед плавучої рослинності. Нерест відбувається під гніздом. Ікринки спливають прямо в піну. Самець охороняє кладку.